# Абу-Темам
Хабіб ібн Аус Абу Тамам — давній арабський поет, якого називають «князем поетів».

## Біографія
Народився у 807-у році в Джаземе поблизу Дамаска в християнській родині, але згодом прийняв іслам. Освіту здобув у Єгипті. Помер у Мосулі чи Багдаді) 845/846 р. (231 р. хіджри).

## Поезія
Збірники поезій «Фусул аш-шуара» і «Хамаса».

## Джерело
- Чемберський бібліографічний словник[en], с.5